# Mistrovství České republiky v cyklokrosu 2013
Mistrovství České republiky v cyklokrosu 2013 se konalo 8. ledna  2013 v Stříbře.
Mistrovství bylo 8. a zároveň posledním závodem sezony 2012/13 českého poháru v cyklokrosu. Závodu se zúčastnili závodníci kategorií elite a do 23 let. Okruh závodu měřil 3 180 m a závodníci ho absolvovali osmkrát. Ze 32 závodníků 3 nedokončili.
Zdeněk Štybar v tomto závodě získal už 7. titul a vyrovnal rekord Radomíra Šimůnka, který získal 3 tituly na Mistrovství Československa a 4 na Mistrovství České republiky.

## Přehled
| Poř.             | Jméno          | Čas        |
| ---------------- | -------------- | ---------- |
| Zlatá medaile    | Zdeněk Štybar  | 0:57:58 h  |
| Stříbrná medaile | Martin Bína    | + 0:47 min |
| Bronzová medaile | Vojtěch Nipl   | + 1:11 min |
| 4                | Lubomír Petruš | + 1:29 min |
| 5                | Tomáš Paprstka | + 1:41 min |
| 6                | Michael Boroš  | + 2:17 min |